# Армія Української Народної Республіки
Армія Української Народної Республіки (у радянській та російській пропаганді відома як «петлюрівці») — у період з лютого 1917 по квітень 1918 року — збройні формування Української Народної Республіки, створені на основі українізованих частин Російської армії, українізованих частин австро-угорської армії («українських січових стрільців» та інших), формувань з військовополонених українців (Німеччини та Австро-Угорщини), колишніх військовополонених галичан і буковинців («січових стрільців») та загонів добровольців — «гайдамаків», «вільного козацтва» та інших; з жовтня 1918 по листопад 1920 року — регулярна армія Української Народної Республіки.

## Передумови виникнення (лютий—травень 1917)

### Російський фронт Першої світової війни на території України
Вже три роки тривала Перша світова війна, яка безперервно велася на українських землях і спричинила величезні матеріальні втрати та людські жертви. Третина російської армії (25 корпусів) знаходилась в Україні. По її території пролягав один з найбільших фронтів — Південно-Західний, що простягався на 615 км. На 1 квітня 1917 року Південно-Західний фронт (Особлива, 7-ма, 8-ма і 11-та армії) нараховував 2315 тисяч солдат і офіцерів, а з тиловими закладами і установами 3265 тисяч, з яких 1,2 мільйона осіб були українцями.
У 1916 році був створений Румунський фронт, частина якого також дислокувалася на українських теренах (4-та, 6-та і 9-та армії, а з 25 червня 1917 року передислокована 8-ма). Він нараховував 1007 тисяч, а з тиловими 1500 тисяч солдат і офіцерів, 30 відсотків з яких були українцями.
У прифронтових і найближчих тилових містах знаходилось 44 гарнізони, в яких нараховувалось 452,5 тисяч солдат і офіцерів. З них у Київській губернії 7 гарнізонів чисельністю 120 тисяч, у Волинській 11 гарнізонів чисельністю 65,5 тисяч, у Подільській 15 гарнізонів чисельністю 88 тисяч, у Херсонській 5 гарнізонів чисельністю 145 тисяч, і в Бессарабській 6 гарнізонів чисельністю 55 тисяч осіб.

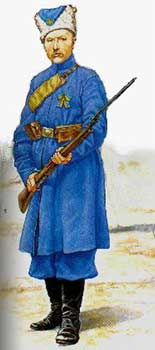
Вояк УНР
(синьожупанник)

### Український рух у російській армії після Лютневої революції 1917
Революційні процеси лютого 1917 року викликали політизацію російської армії. У березні—квітні 1917 року у тилових і фронтових частинах, за підтримки революційного російського уряду, створюються українські військові комітети — виборні армійські органи національного типу. Вояцтво у своїй масі захоплювалося ідеєю власної державності і виявило бажання зі зброєю в руках захищати незалежність України. Зростання українського військового руху вимагало створення єдиного керівного центру. Такий центр сформувався у Києві. Провідна роль у ньому належала колишньому основоположникові Революційної Української партії, поручикові Миколі Міхновському, що служив адвокатом при київському окружному суді. Він належав до «Братства самостійників». Разом зі своїми прихильниками і однодумцями Аркадієм Степаненком, Ю. Ганом, Віктором Павленком, Валентином Отамановським, Варфоломієм Євтимовичем вони виступили на той час за негайне формування національної регулярної армії.
9 (22 березня) 1917 у Києві за ініціативою Миколи Міхновського відбулися перші збори українських офіцерів і солдатів російської армії, які звернулися до Тимчасового уряду з домаганнями національно-територіальної автономії України і проголосили себе Тимчасовою Українською Військовою Радою.
16 (29 березня) 1917 року на нараді військових київського гарнізону було створено першу військову організацію — Український військовий клуб імені гетьмана Павла Полуботка. Головним завданням організації визначалось «згуртування всіх вояків-українців до негайної організації національної армії, яко могутньої своєї мілітарної сили, без якої не можна й помислити про здобуття повної волі України». На засіданні клубу ухвалено приступити до створення національної армії, розпочати формування українських добровільних полків і першому з них присвоїти назву — 1-й Український козацький ім. гетьмана Б. Хмельницького полк. Одночасно з військовим клубом було утворено Український Військовий Організаційний Комітет, що мав безпосередньо займатись формуванням національних збройних сил.

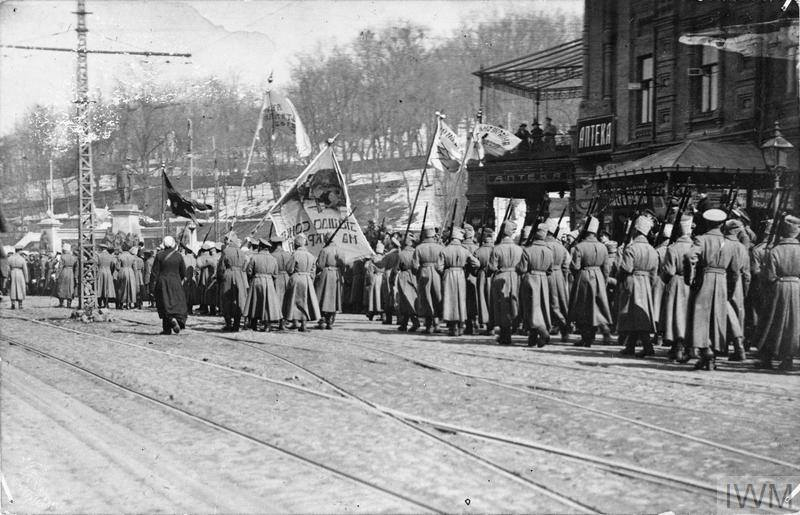
Українізовані війська у Києві, 1917.

10 квітня 1917 року у Києві відбулося віче українських солдатів-фронтовиків, яке ухвалило вимагати від Тимчасового уряду створення української армії в складі російської, виділення на фронті солдатів-українців в окремі військові частини, формування у тилу полків, для яких статутною мовою була б українська. Російські та українські революціонери, що прийшли до влади, вважали (з огляду на наявний героїзм та патріотизм солдатів-малоросів), що такі заходи піднімуть боєздатність армії та приведуть до перемоги «російської зброї» на фронтах першої світової війни.
У квітні 1917 року у Мінську утворилася Українська Фронтова Рада для військ Західного фронту на чолі з Симоном Петлюрою.
У травні 1917 року, незважаючи на опір російського командування, було сформовано 1-й Український полк імені гетьмана Богдана Хмельницького чисельністю 3200 вояків, командиром якого призначено сотника Д. Путника-Гребенюка, згодом — підполковника Юрія Капкана. Визначну роль у створенні української армії, а разом з тим — розвалу російської імператорської армії, відіграли Всеукраїнські військові з'їзди 1917 року. У травні 1917 року на першому Всеукраїнському військовому з'їзді було утворено Український Генеральний Військовий Комітет, який мав здійснювати керівництво усім українським військовим рухом. Водночас зі створенням українських військових організацій і формуванням добровольних полків проходив процес українізації тих фронтових частин російської армії, що складалася переважно з українців. У царській армії на початку першої світової війни було мобілізовано понад 4 мільйони українців, які в міру поширення українського національного руху почали вимагати від російського командування виділення їх в окремі військові частини.

## Збройні формування УНР у 1917 році. Оборона Києва

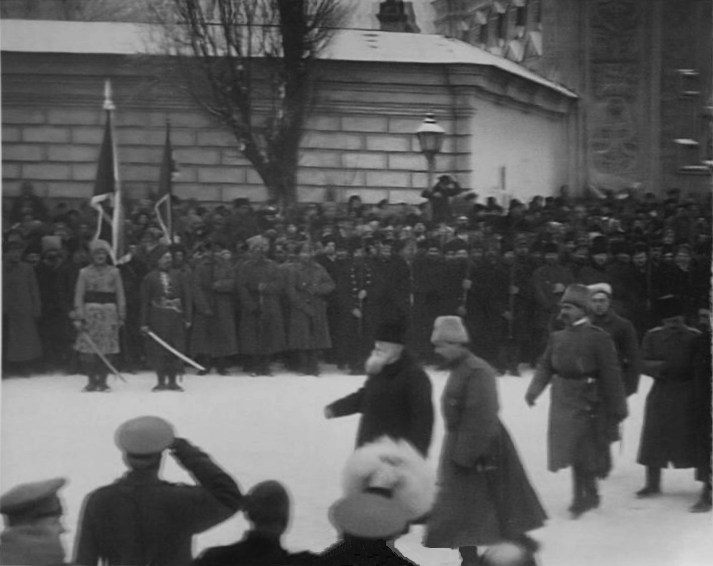
Голова Центральної Ради Михайло Грушевський на військовому параді в Києві, 1917 р.

В серпні 1917 українізований 34-й армійський корпус російської армії під командуванням генерала Павла Скоропадського був перейменований російським командуванням у 1-й Український Корпус, а у вересні — з 6-го російського армійського корпусу сформовано 2-й Січовий Запорізький Корпус (командувач генерал Мандрика). На початку листопада 1917 офіцери та солдати українського походження російського піхотного Фінляндського полку, що знаходився в Україні, створили формування «Гайдамацький курінь» під командуванням сотника Пустовіта. Взимку 1917—1918 деякі з цих частин брали участь в боях проти більшовицьких військ на Лівобережній Україні і під час оборони Києва.
Проте значна частина українізованих російських військ (16 дивізій), які не були вчасно зняті з фронту урядом УНР, були роззброєні більшовиками або самодемобілізувалися, оскільки Центральна Рада на той час відкинула необхідність створення української регулярної армії, обстоюючи принцип формування збройних сил на міліційній основі. Внаслідок цього, а також під впливом більшовицької агітації, українізовані частини регулярної російської армії саморозпустилися.
У листопаді 1917 комендант київської воєнної округи полковник В. Павленко поклав початок створенню добровольчої української гвардії, сформувавши у Києві дві сердюцькі дивізії. Наприкінці 1917 з полонених галичан у Києві був створений Галицько-Буковинський Курінь Січових Стрільців, незабаром перейменований в Курінь Січових Стрільців (з березня 1918 — полк). Ще в квітні 1917 розпочався процес утворення воєнізованих формувань Вільного Козацтва, які наприкінці 1917 — початку 1918 вели успішну боротьбу проти українських червоногвардійських загонів.

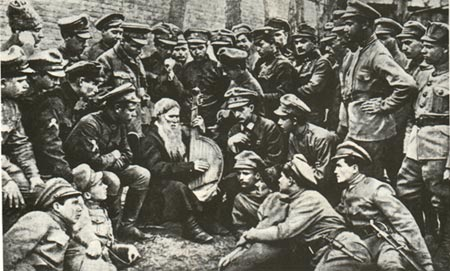
Січові стрільці (київські) слухають кобзаря Антона Митяя

В листопаді 1917 для управління всіма збройними силами України було сформовано Український генеральний військовий штаб. 18 грудня генеральним секретарем військових справ став Микола Порш. У цей час відбувалася стихійна демобілізація, солдати після кількох років в окопах масово покидали фронт. 26 грудня на засіданні Генерального Секретаріату Порш доповідав: «Армія з кожним днем розвалюється. Військові частини зменшуються, як більшовицькі, так і українські». За цих умов опора на українізовані частини старої імперської армії ставала неможливою й виникала потреба у створенні нової армії. 3 (16) січня 1918 Мала Рада прийняла закон «Про народну армію», який регламентував основні засади створення української армії на основі народної міліції, випередивши ленінський Декрет про створення РСЧА, який був виданий лише через 12 днів. Наприкінці січня — початку лютого 1918 на підступах до Києва розгорнулися запеклі бої з наступаючими більшовицькими військами під командуванням Михайла Муравйова, які рвалися до міста. Столицю України обороняли Гайдамацький Кіш Слобідської України, Курінь Січових Стрільців, Помічний Студентський Курінь, курінь Вільного Козацтва, полк імені Костя Гордієнка, Окремий Чорноморський Курінь, Залізничний Курінь, Автопанцирний дивізіон та інші невеликі військові загони. Залишивши Київ, всі українські частини крім Гайдамацького Коша в р-ні містечка Ігнатівці були об'єднані в Окремий Запорізький загін під командуванням генерала Костянтина Присовського, чим було покладено початок формуванню регулярної армії.

## Наступ союзних військ на Київ, Лівобережну Україну та Крим (1918 рік)

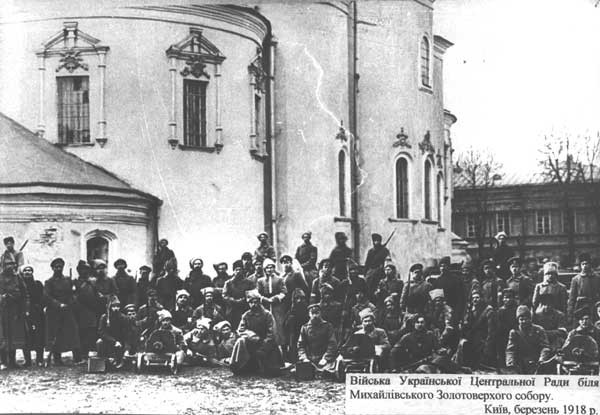

Після укладення Берестейського миру, 27 лютого 1918 збройні формування УНР разом з німецькими та австро-угорськими військами розпочали наступ на Київ. В боях брали участь і сформовані у німецьких та австрійських таборах з полонених українців дивізія Синьожупанників і Козацько-Стрілецька дивізія (дивізія Сірожупанників).
В ході боїв Окремий Запорізький Корпус перейменовано у Запорізьку дивізію, а з кінці березня — у Запорізький Корпус. 2-3 березня 1918 місто було звільнено українськими військами, і 7 березня 1918 до столиці повернувся уряд УНР. Розвиваючи успішний наступ на Лівобережній Україні, українські частини 9 квітня 1918 визволили Полтаву, а 19 квітня — Харків.
До кінця квітня 1918 вся територія України була звільнена від більшовиків. 13 квітня 1918 за наказом військового міністра Олександра Жуковського Кримська група Армії УНР під командуванням Петра Болбочана, долаючи запеклий опір ворога, розгорнула наступ на Крим. 22 квітня 1918 республіканські війська зайняли Джанкой, а незабаром Сімферополь і Бахчисарай. Проте подальший наступ українських військ було зупиненно на вимогу німецького командування.
У період Гетьманату німецько-австрійське командування в Україні перешкоджало формуванню українських військових частин, демобілізувало Синьожупанників та зменшило дивізію Сірожупанників, роззброїло полк Січових Стрільців. У складі української армії залишився Запорізький Корпус, перейменований в Окрему Запорізьку дивізію: Запорізький і Чорноморський Коші. В липні 1918 було сформовано Сердюцьку дивізію.

### Структура армії Української Народної Республіки станом на весну 1918 року

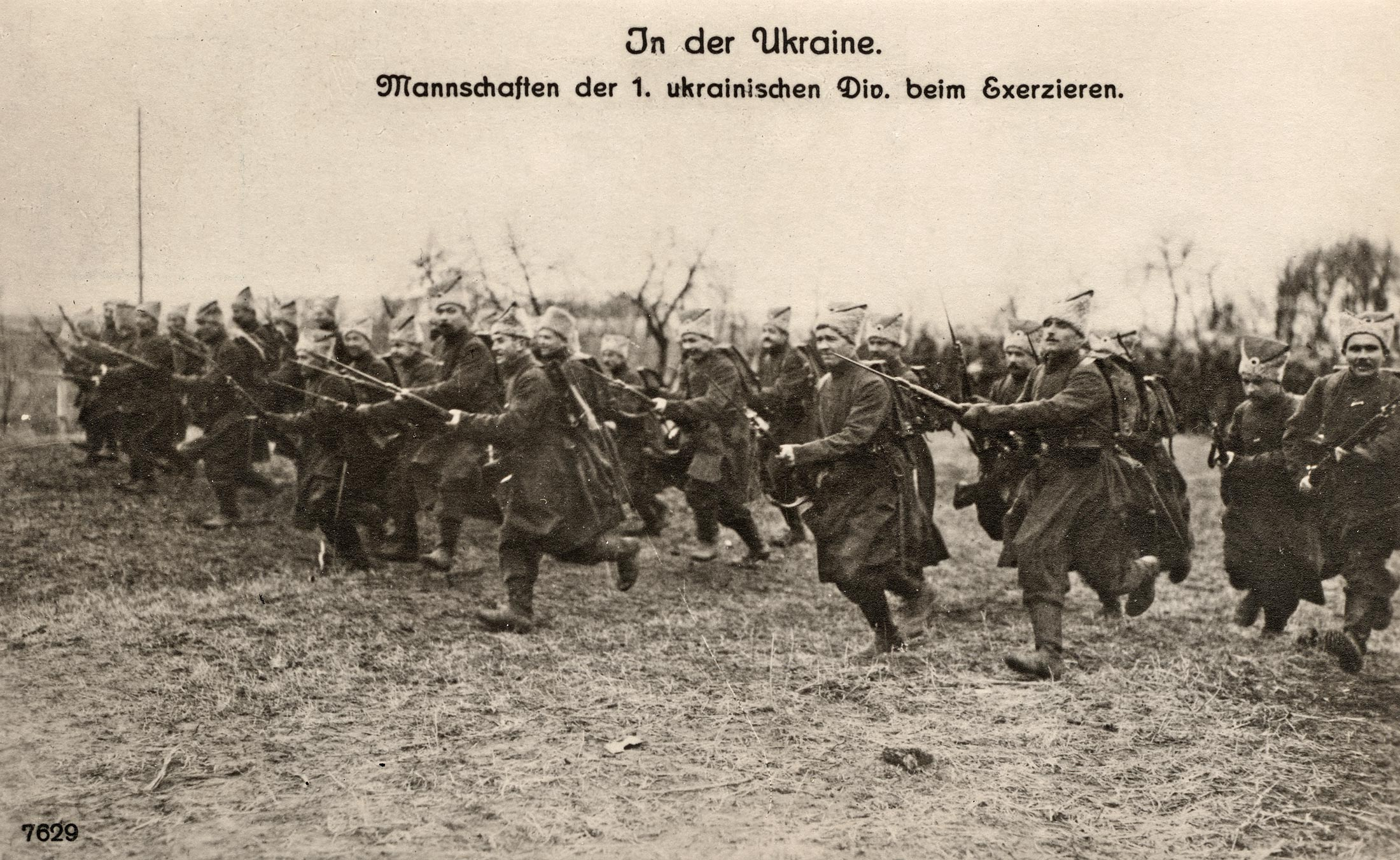
Перша Українська (синьожупанна) дивізія.

## Склад армії УНР на осінь 1918 року

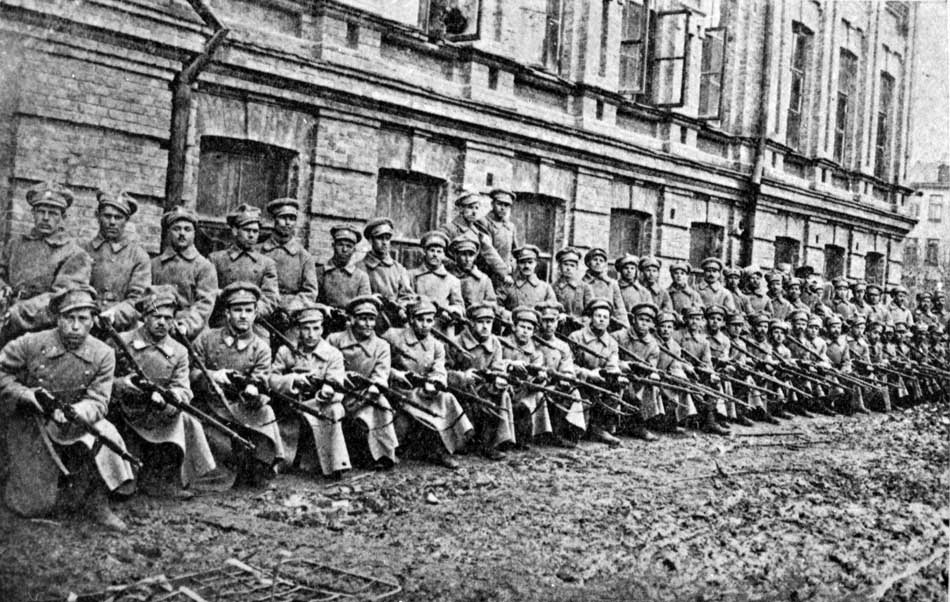
Січові Стрільці, 1918 р.

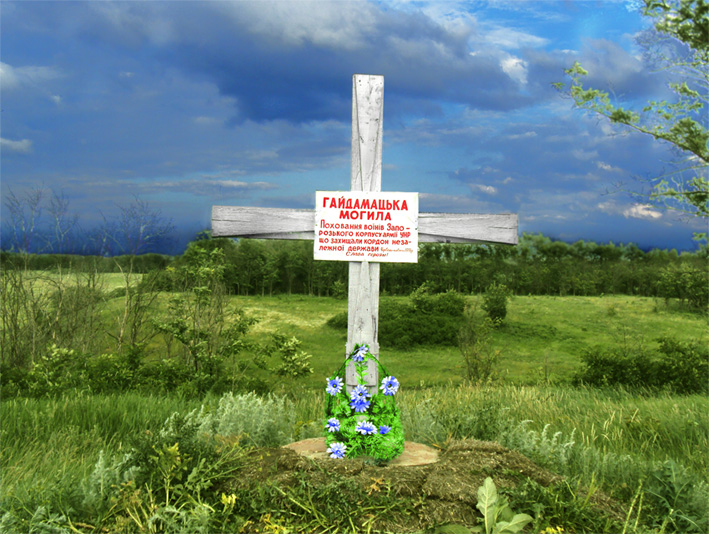
Поховання вояків Запорозького корпусу армії УНР у селі Можняківка Луганської області, що захищали державний кордон Української Держави у червні-жовтні 1918 р.

У березні—квітні 1918 року армія налічувала близько 15 тисяч вояків, 60 гармат, 250 кулеметів. У листопаді 1918 під час протигетьманського повстання військо Директорії УНР уже складалося з Окремого Загону Січових Стрільців, Запорізького корпусу, окремих частин Сірої та Сердюцької дивізій та повстанських загонів. Начальником Генеральної булави (штабу) Армії УНР був призначений полковник Олександр Сливинський, першим генерал-квартирмейстером (оперативні справи) — генерал Левко Дроздовський, другим (організаційні справи) — генерал Микола Какурін.
Чисельний склад цієї армії сягав до 100 тисяч, але після невдалої п'ятимісячної війни з радянською Росією лишилося тільки 30 тисяч, оскільки значна частина військ перейшла на бік радянського уряду України, поповнивши Українську радянську армію.
В грудні 1918 було сформовано 4 армійські групи — Лівобережну (командувач — отаман Петро Болбочан), Північну Правобережну (отаман — Володимир Оскілко), Південну Правобережну (генерал —Олександр Греків) і Дністрянську.

## Відступ з Лівобережної України та з Києва (1919 рік)
Найбільшу небезпеку становив лівобережний фронт, де з початку грудня 1918 наступали війська під командуванням Володимира Антонова-Овсієнка. 5 лютого 1919 частини Армії УНР після триденних боїв залишили Київ. В березні-квітні 1919 Наддніпрянська Армія, ведучи важкі оборонні бої, відступила спочатку на Правобережну Україну, а на початку травня — на Волинь і Поділля.

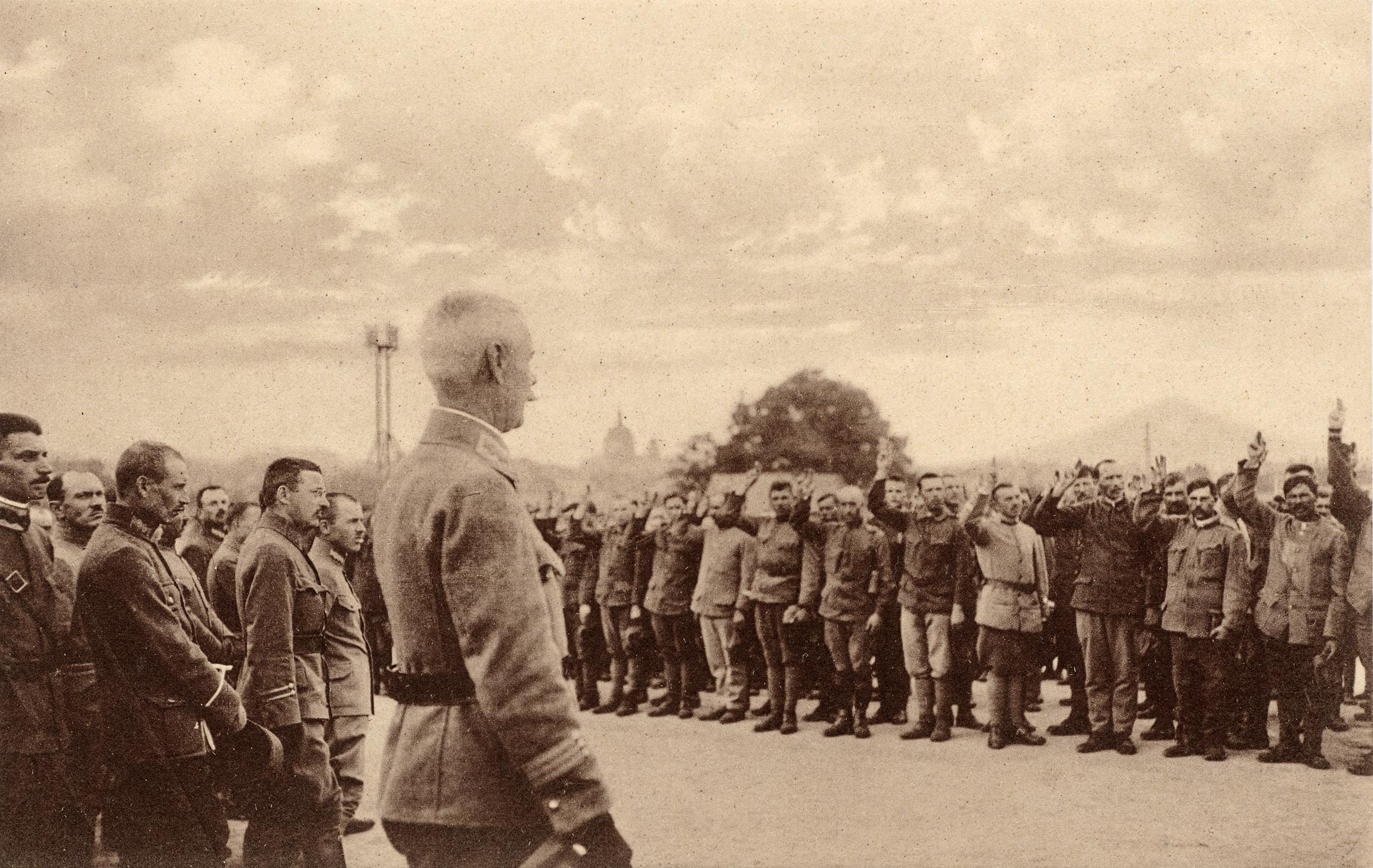
Звільнені із сербського полону галичани присягають на вірність Україні та Українському війську, 3 серпня 1919 року.

В травні 1919 року армія була реорганізована: з 11-ти дивізій створено п'ять самостійних груп:
- Січових Стрільців (командир — полковник Євген Коновалець) — 4,7 тисяч;
- Запорізька (полковник Володимир Сальський) — 3 тисячі;
- Волинська (генерал Всеволод Петрів) — 4 тисячі;
- дивізія полковника Удовиченка (полковник Олександр Удовиченко) — 1,2 тисячі;
- група отамана Юрія Тютюнника — 3,5 тисячі.

До складу Армії УНР входили також повстанське формування «Запорізька Січ» отамана Юхима Божка (1 тисяча) та інші повстанські загони.
- Бронепотяг «Вільна Україна»
- Панцерний потяг «Хортиця»
- Бронепотяг «Палій»
- Бронепотяг «Отаман Мельник»

## Перший Зимовий похід (1919—1920 роки) та перше інтернування поляками

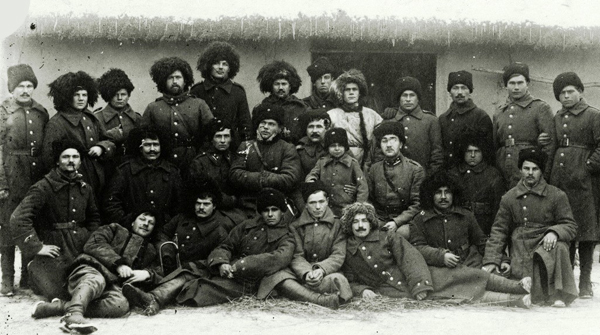
Учасники Першого Зимового походу 1919—1920 років

На початку червня 1919 Дієва Армія, провівши ряд наступальних операцій проти більшовицьких військ, визволила південно-східне Поділля і вийшла на лінію Старокостянтинів-Проскурів (тепер Хмельницький) — Кам'янець-Подільський. Таким чином було створено плацдарм для відступу Української Галицької Армії, яка під тиском польських військ 16-18 липня 1919 була змушена залишити територію Західноукраїнської Народної Республіки і перейти р. Збруч. В липні на початку серпня 1919 перед походом на Київ та Одесу Армія УНР нараховувала 35 тис. козаків і старшин, 177 гармат, 533 кулемети, 9 бронепоїздів, 26 літаків.
Під час Першого зимового походу Армії УНР у 1919—1920 роках у складі бойової групи було близько 10 тисяч вояків, з них лише 2680 були у стройових частинах, решта вояків були хворими на тиф або пораненими. Після прориву польсько-радянського фронту армія УНР нараховувала 397 старшин та 5950 козаків. У жовтні 1920 року кількість вояків в Армії УНР становила 23 тисячі.

## Склад армії УНР на липень 1920 року

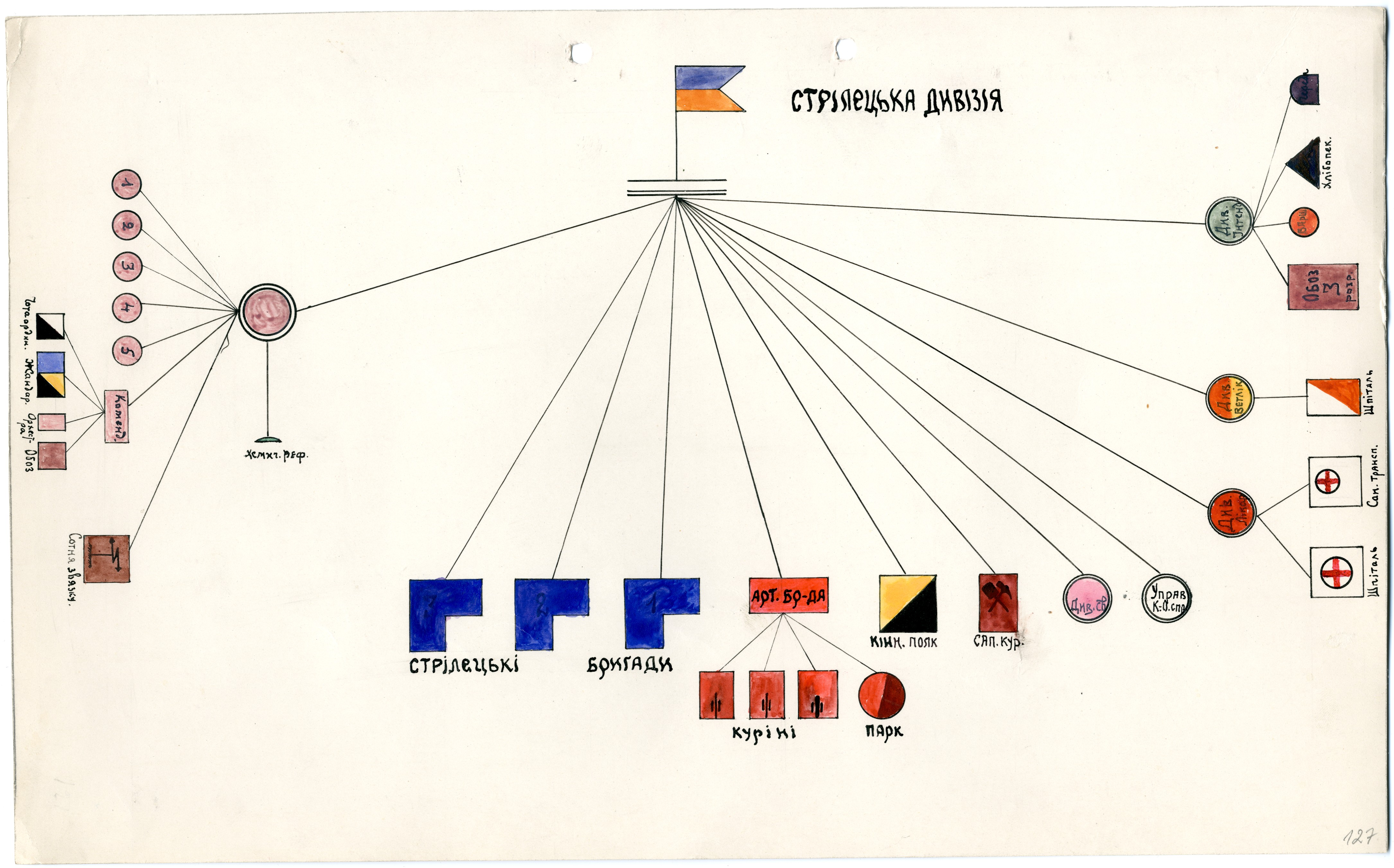
Структура піхотної дивізії УНР

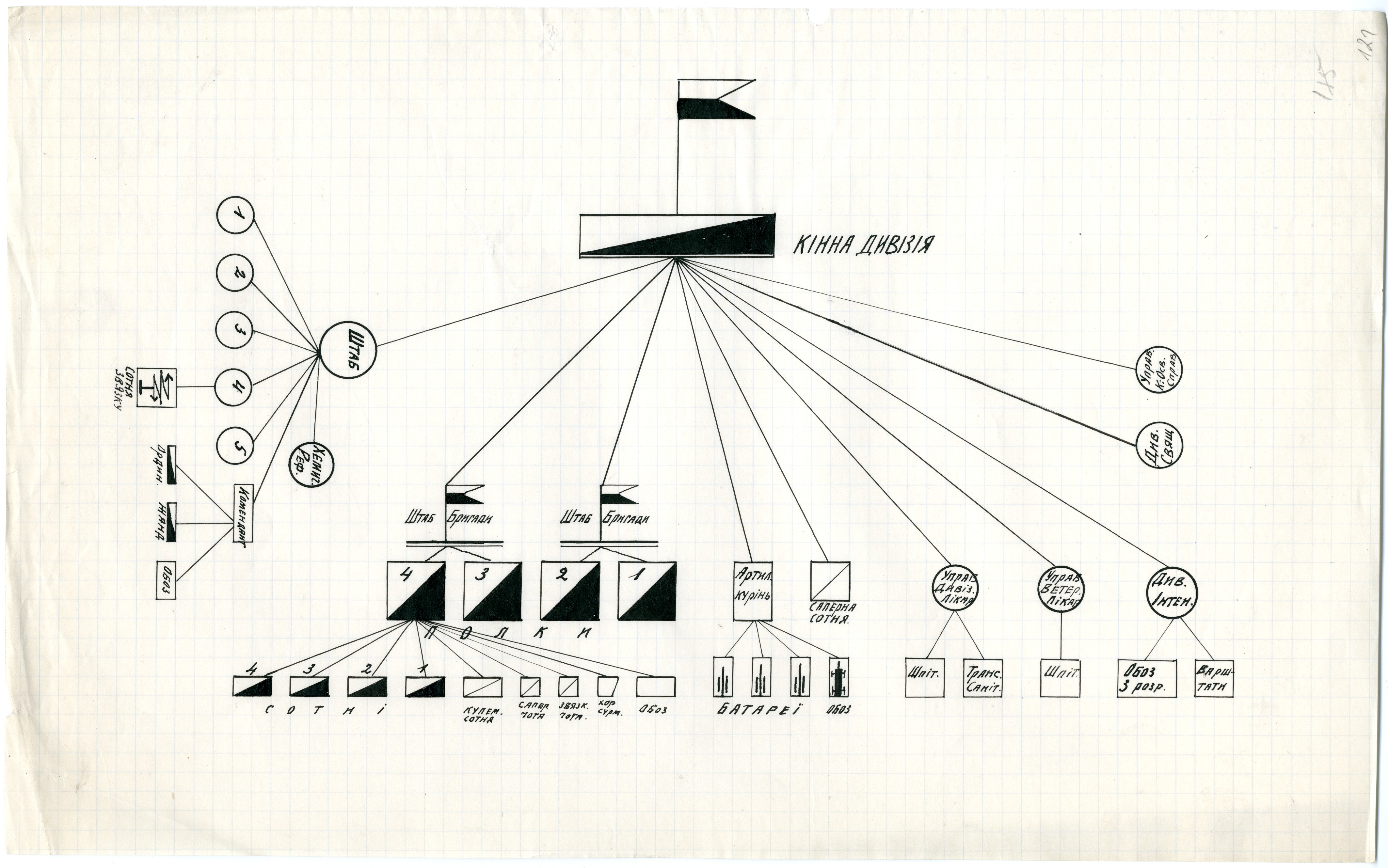
Структура кінної дивізії УНР

12-31 травня 1920 року провадилася мобілізація в Могилівському, Ямпільському та частині Ново-Ушицького повіту — до Дієвої армії УНР. На 1 червня вона нараховувала 955 старшин та 8180 козаків.
- 1-ша Запорізька стрілецька дивізія
- 2-га Волинська стрілецька дивізія
- 3-тя Залізна стрілецька дивізія
- 4-та Київська стрілецька дивізія
- 5-та Херсонська стрілецька дивізія
- 6-та Січова стрілецька дивізія
- Окрема кінна дивізія
- Бронепотяг «Кармелюк»
- Бронепотяг «Чорноморець»

## Друге інтернування поляками. Кінець існування армії УНР

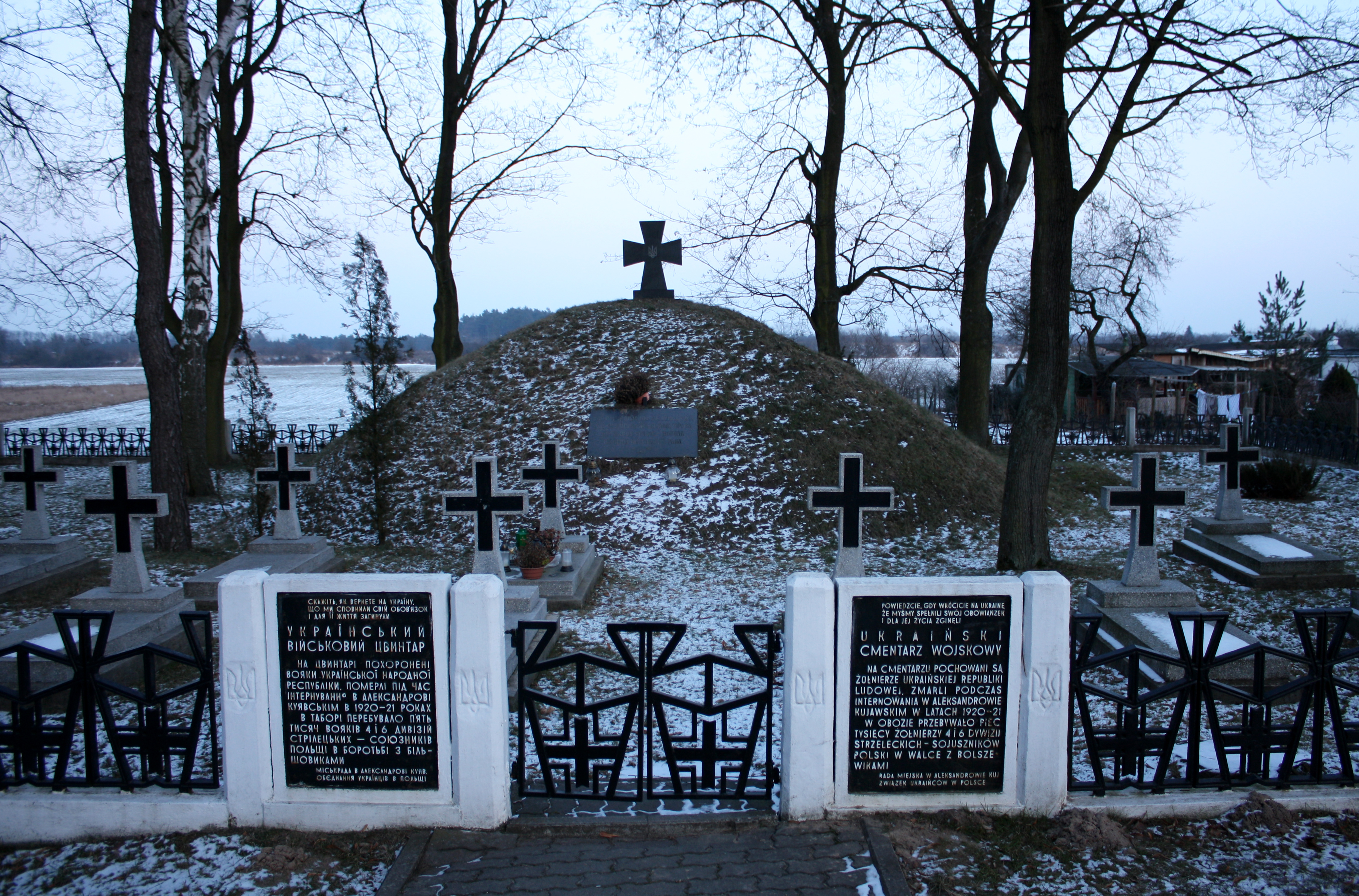
Козацька могила в Александрові-Куявському — поховання 17 вояків Дієвої Армії УНР

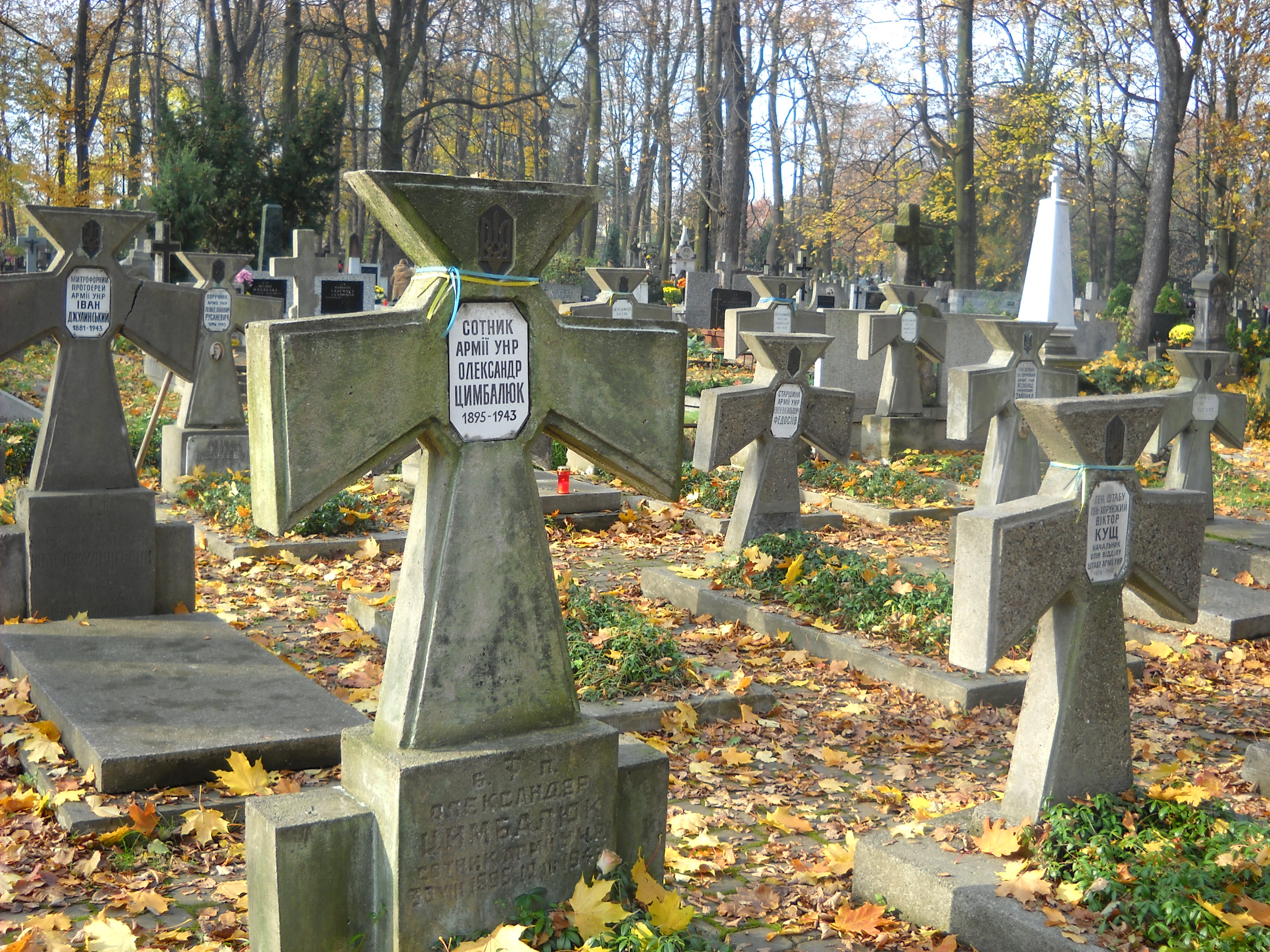
Православний цвинтар у Варшаві, могили українських військових часів УНР

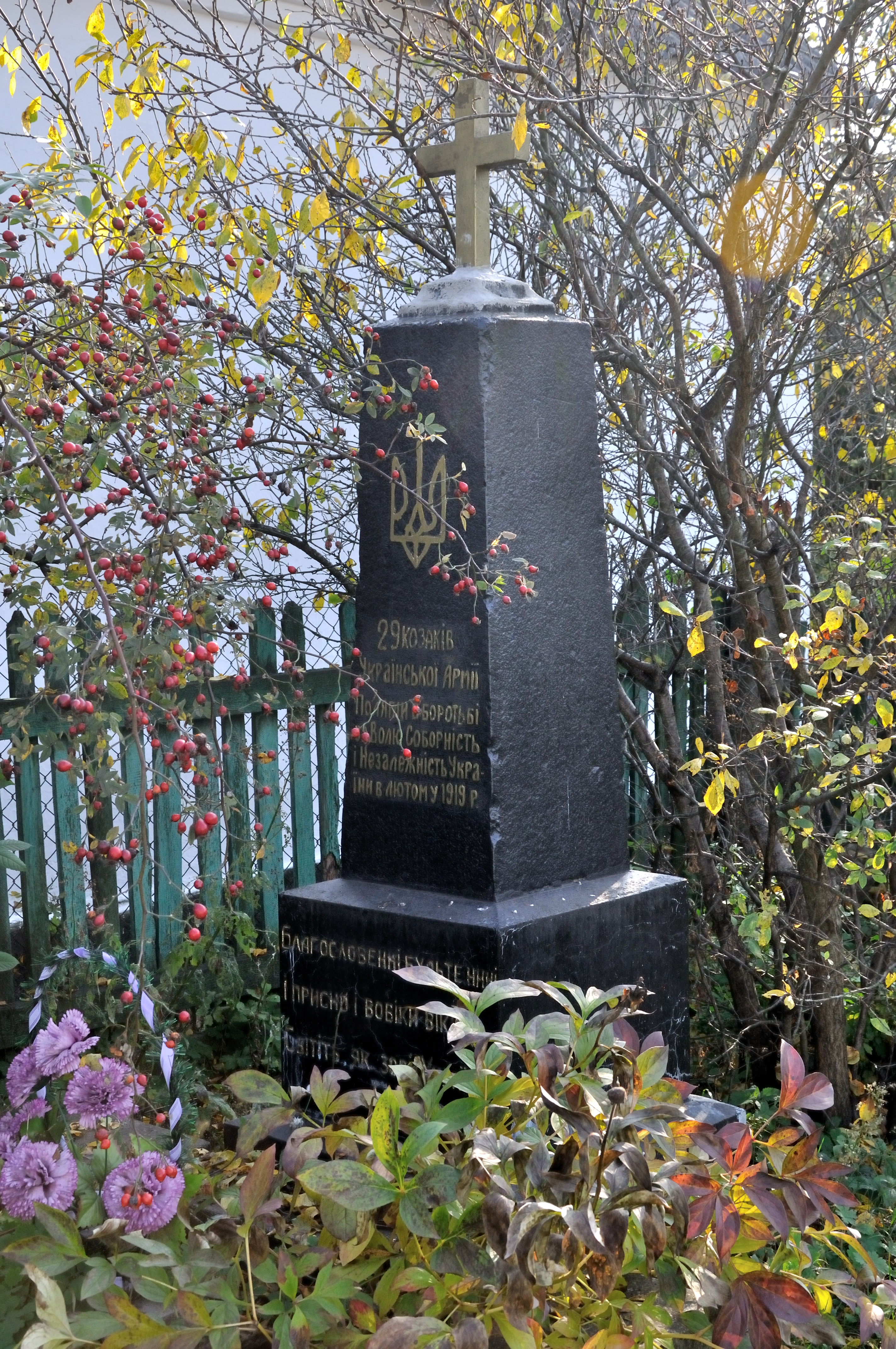
Братська могила 29-ти вояків Армії УНР м. Костопіль

У листопаді 1920 року після тяжких боїв з Червоною армією вона перейшла Збруч і була інтернована польською владою.
1924 року Армія УНР припинила існування як організована збройна сила. Інтерновані вояки поступово перейшли на становище політичних емігрантів. Надалі вони влилися до складу українських національно-патріотичних організацій (див. УВО, ОУН).

## Вояки УНР в умовах після другого інтернування
Після укладення між поляками та більшовиками Ризького миру (1921) українському війську довелось відходити на захід і, після перетину річки Збруч, його було інтерновано у таборах Польщі. За таких умов українське командування зберегло структуру війська, серед вояків культивувались ідеї збройного визволення України. Армія спромоглася створити умови для повноцінного суспільно-політичного та культурного життя.

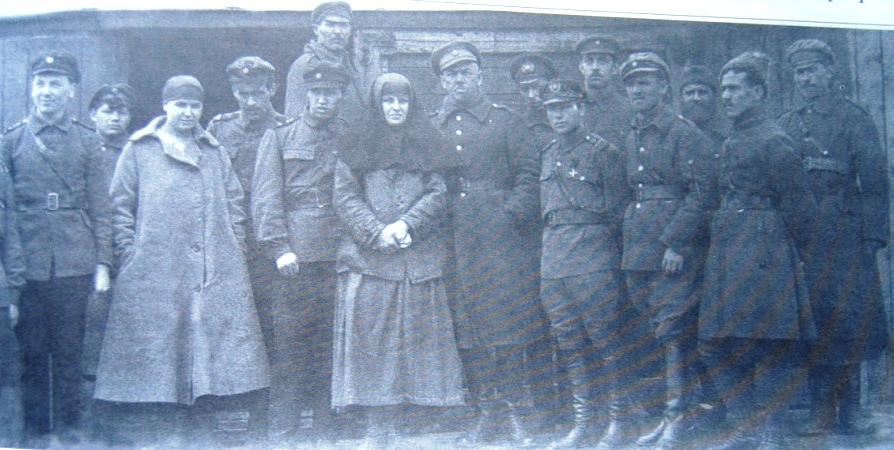
Група вояків армії УНР, інтернованих в польських таборах, серед них морські піхотинці, 1919-20 р.

У таборах для інтернованих розпочалась реорганізація армії. Зберігаючи штаби та управління, армія мала стати підґрунтям для майбутнього свого розгортання на теренах України.
Задля підтримання бойових духу та навичок було створено спільну юнацьку школу, академічні курси при Генеральному штабі Армії УНР.
Армія УНР споруджала храми, де православні капелани українською мовою несли Слово Боже. Для підготовки нових капеланів було засновано Псалтирські курси. Їх було відкрито за дозволом Варшавського митрополита Юрія та міністра народної освіти професора Івана Огієнка. Керівником курсів було призначено митрофорного протоієрея отця Павла Пащевського, опікуном — генерала Олександера Загродського.
У Ланцуті ветерани Армії УНР створили військовий факультет при Українському народному університеті, який очолив генерал Микола Юнаків. Окрім вищезгаданих військових навчальних закладів загальноармійського значення, при кожній інтернованій дивізії було засновано повторні старшинські і підстаршинські курси з усіх родів військ. Лише протягом 1921, коли практично все українське інтерноване вояцтво перебувало у таборах, курси старшин успішно закінчило майже 1000 вояків, а підстаршинські курси — понад 1200.
Таборовики заснували власну друкарню, де випускали мілітаристський часопис «Військовий вісник» і літературний журнал «Наша зоря». У цих виданнях працювали Євген Маланюк, Остап Луцький, Варфоломій Євтимович, Микола Шаповал тощо. Кожен табір Армії УНР видавав свій часопис. Найпотужнішими з них стали: «Залізний стрілець» (Каліш), «Запорозька думка» (Пикуличі, Вадовиці), «Наша Зоря» (Ланцут, Каліш), «Нове життя» (Александрів Куявський, Щипйорно), «Український сурмач» (Каліш, Щипйорно).
Також в умовах інтернування армія заснувала власний «театр за колючим дротом». Вистави театру були як платними, де за вхід платили пожертву, так і безкоштовними. Всі виручені від продажу квитків гроші керівники театру спрямовували на придбання костюмів, гриму, перук та облаштування декорацій. У репертуарі переважали п'єси українських драматургів: «Бурлака», «Паливода», «Мартин Боруля» Івана Карпенко-Карого; «Назар Стодоля», «Невільник» Тараса Шевченка; «Дай серцю волю, заведе в неволю» Марка Кропивницького. Режисером аматорського театру був козак Олександр Сосницький. Як і у війську, театрали подавали рапорти про кожен день своєї діяльності. Так, лише з червня по липень 1921 року таборовий театр у Каліші дав 10 вистав, провів 41 репетицію тривалістю 89 годин. Театральні вистави відвідало 8110 глядачів. Загалом за два літні місяці театр заробив 35 645 марок.
Через постійні переходи, бої та тиф, вояки Армії УНР у перші роки перебування на інтернуванні помирали в таборах. Тож у таборах інтернування перебувало чимало сиріт. За ними наглядали спеціально створені опікунські комітети. Вдови загиблих вояків отримували матеріальну допомогу. На підтримку інтернованих вояків українська діаспора по всьому світі збирала пожертви. Лише українські студенти Чехословаччини у 1922-му зібрали суму понад 350 тис. марок для потреб вояків 3-ї Залізної дивізії. Для розподілу допомоги була створена спеціальна військова комісія, яка спрямувала кошти до найнужденніших: вдів, сиріт, скалічених, хворих.
У різних таборах активно діяли українська гімназія імені Стешенка, дитячі садочки з українською мовою виховання, працювала студентська громада, мистецька студія на чолі з художниками Зіновієм Подушком та Олексою Стовбуненком, діяла низка товариств, зокрема Товариство захисту української мови, Союз українок-емігранток, товариство «Агроном», спортивні команди.

### Другий зимовий похід (жовтень-листопад 1921 року)

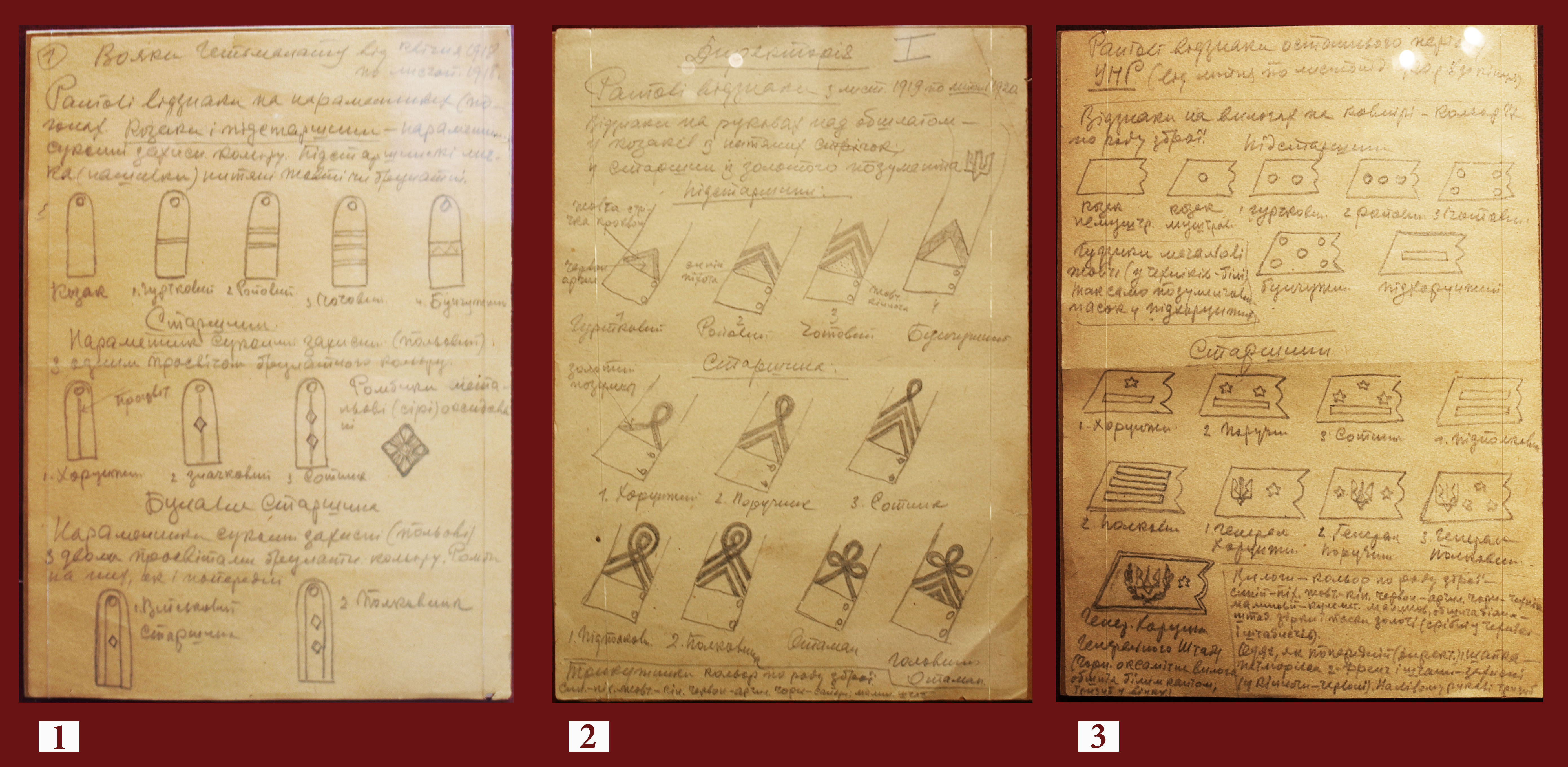
Рангові відзнаки української армії: 1) Армія Української Держави 1918 р.; 2) Армія Директорії 1919—1920; 3) Армія УНР 1920 р. (ескіз Миколи Битинського). Музей УНР

1921 року Армія УНР дислокувалася у трьох таборах: Каліш, Щипйорно і Стржалково (Стшалково). Загальна її кількість становила 17 464 вояки. У січні 1921 року створено партизансько-повстанський штаб при Головній команді військ УНР, який очолив генерал Юрко Тютюнник. Штаб координував дії повстанських загонів в Україні.
У другій половині жовтня 1921 року з таборів інтернованих осіб у Каліші, Вадовицях та з Александрова-Куявського перевезено у Волинські ліси понад 1200 вояків. Їх розміщено у лісах на північ від міста Рівного. Незабаром приїхала бриґада добровольців з колишньої 6-ї дивізії Армії УНР під командою Р. Сушка, а вслід за тим і численний штаб генерала Юрка Тютюнника. Почалася організація Повстанчої Армії, зокрема її головної частини — Волинської групи.
Усі три групи перейшли радянський кордон у різних місцях. Перші відомості про перехід кордону українськими військами командування правобережного угруповання Червоної армії отримало з Києва опівдні 28 жовтня. У листопаді 1921 року вони здійснили рейд на Правобережну Україну трьома групами (1,5 тисячі вояків) — Бессарабською, Подільською та Волинською, сформованими з добровольців та інтернованих вояків Армії УНР. Другий зимовий похід частин Армії УНР завершився невдачею і став останньою спробою українських національно-державних сил відкритим військовим шляхом здобути незалежність України в ході національно-визвольних змагань 1917-21.

### Військові частини під час Другої світової війни

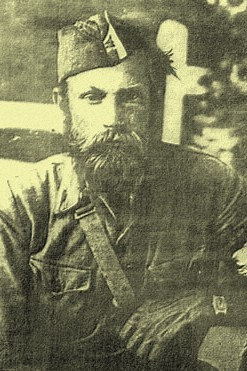
Тарас Бульба-Боровець

20 червня 1940 року за наказом Президента УНР в екзилі Андрія Лівицького Бульба-Боровець мав сформувати та очолити повстанську армію в Україні УПА «Поліська Січ». У ніч 1 серпня 1940 перетинає радянський кордон для виконання наказу. Там зайнявся підготовкою кадрів для майбутньої армії. Станом на 1941 рік чисельність УПА «Поліська Січ» сягала 10 000 бійців. У серпні 1941 року загони вояків Тараса Бульби-Боровця першими увійшли у містечко Олевськ і утворили там Олевську Республіку. У загонів УПА під проводом Отамана Тараса Бульби-Боровця та стався конфлікт з Бандерівціями. Бандерівці вважали, що керівництво повинна здійснювати ОУН(б), а Бульба-Боровець — Уряд Української Народної Республіки в екзилі.

## Чисельність

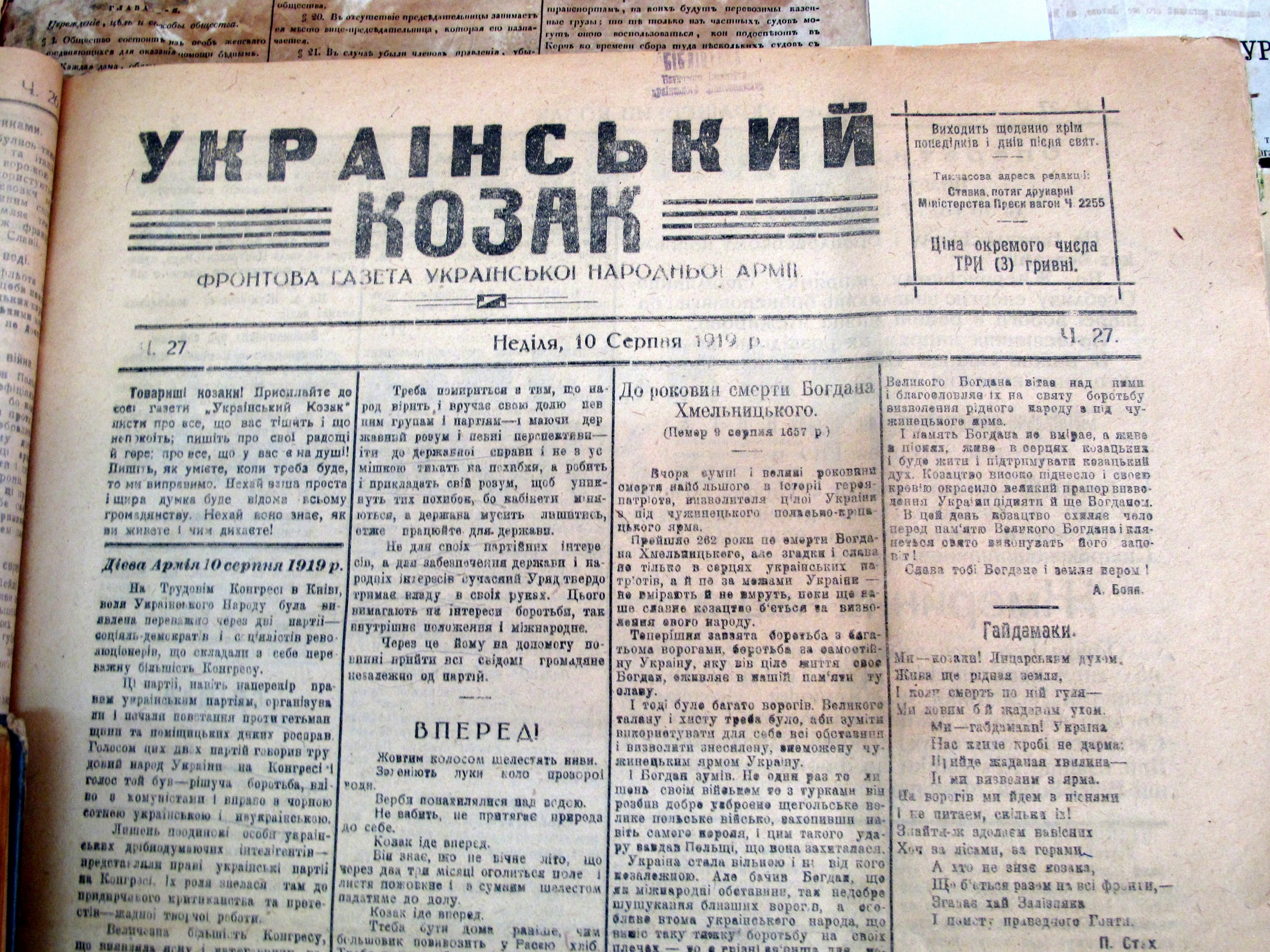
«Український козак» друкований орган армії УНР

На початку 1917 року із 6 798 000 особового складу діючої Російської імператорської армії і 2 260 000, які перебували у запасних частинах, українці становили 3 500 000. Загалом чисельність особового складу частин, у яких була завершена українізація, становила близько 440 000, із них 240 000 дислокувалося в Україні.
Зміна чисельності Армії УНР за період 1917—1921 роки:
- Грудень 1917 року — 100,000 чол.
- Лютий 1918 року — 10,000 чол.
- Березень 1918 року — 15,000 чол.
- Квітень 1918 року — 20,000 чол.
- Травень 1918 року — 56,000 чол.
- Листопад 1918 року — 65,000 чол.
- Грудень 1918 року — 105,000 чол.
- Лютий 1919 року — 30,000 чол.
- Квітень 1919 року — 15,000 чол.
- Липень 1919 року — 35,000 чол.
- Квітень 1920 року — 13,000 чол.
- Жовтень 1920 року — 23,000 чол.
- Жовтень 1921 року — 17,464 чол.
- Листопад 1921 року — 1,500 чол.

## Озброєння
В основному військова техніка, що використовувалась в Українсько-більшовицькій війні, була «спадком» від російської армії. На жаль, в умовах порушеного війною господарства промислове виробництво «української» зброї і військової техніки майже припинилося. Тому використовувалося все, що мало бодай якусь цінність. Пізніше вдалося придбати й дещо з озброєння австрійської та німецької армій. Завдяки технічним частинам при війську забезпечувались ремонт і підтримання всіх технічних засобів у бойовому стані.

### Авіація

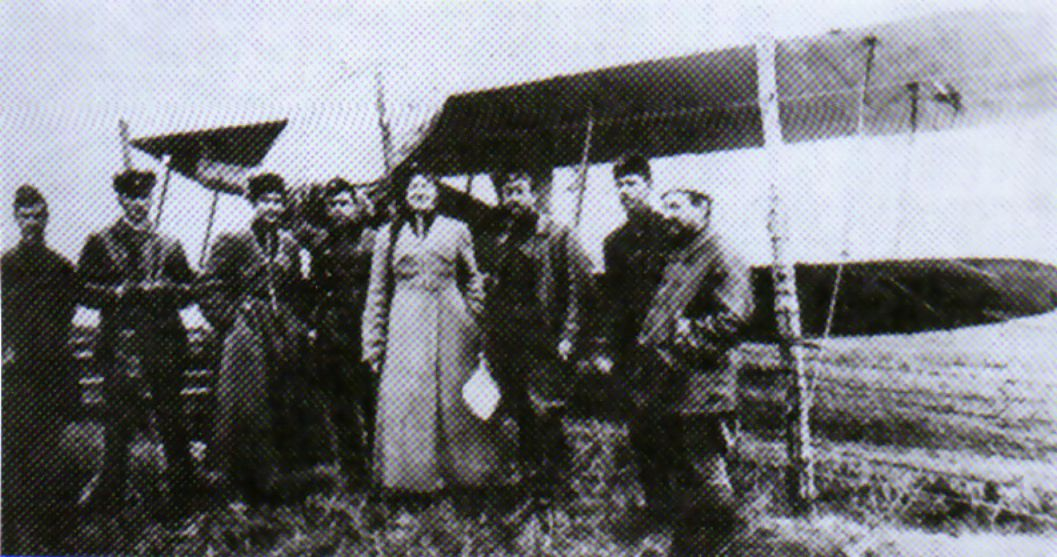
Старшини 1-го Українського (Запорізького) авіаційного загону. Стоять зліва направо: сотник О. Жаховський, сотник Берестовенко (?), ад'ютант 1-го Запорізького кінно-гайдамацького полку ім. К. Гордієнка сотник Гончарів, сотник В. Гвоздів, командир кінного дивізіону Чорних Запорожців сотник Римський-Корсаков, командир загону сотник О. Єгоров, поручик С. Чистоклєтов, сотник В. Олексієв

16 грудня 1917 року із добровольців, які належали до різних частин старої російської армії та заявили про своє бажання служити у військах Центральної Ради, у Києві, при 5-му авіаційному парку розпочалося формування 1-го Українського авіаційного загону. Командиром цього підрозділу було призначено члена Центральної Ради, відомого льотчика — георгіївського кавалера Олександра Наконечного. Крім нього до загону належали три військових льотчики: штаб-ротмістр О. Єгоров, підпоручик В. Чудновський, прапорщик П. Качан, а також п'ять льотчиків-дозорців: штабс-капітан Ф. Кудря, поручики І. Морей де Моран, М. Поготовко, підпоручик Веревський та прапорщик В. Чечет.

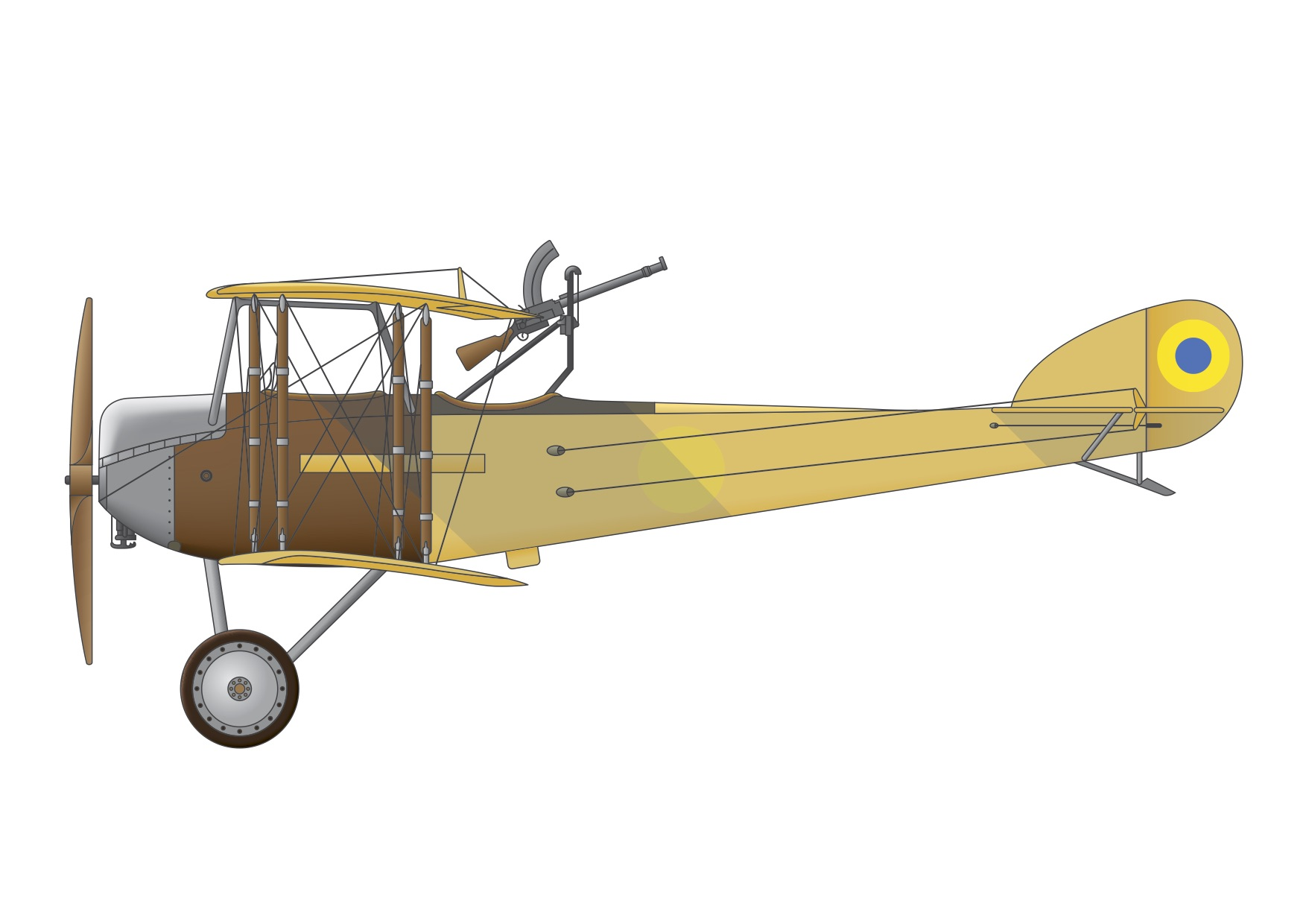
Анатра Анаде, Аеродром Пост-Волинський, Київ, березень-квітень 1918 р.

Армією УНР було захоплено до 330 російських літальних апаратів (на 1917 рік). Але використовувались не всі, на січень 1917 року в реєстрах управління української авіації числилось 188 літаків різних типів. Восени 1918 року у вказаних підрозділах нараховувалось вже майже 400—500 літаків різних типів, в тому числі і важких бомбардувальників (для порівняння, Червона армія мала в цей період 349 літаків).
З 1918 року в повітряних баталіях з більшовиками також використовувались придбані літаки французького, австро-угорського, німецького виробництва, крім літаків використовували зв'язкові аеростати.
Надалі кількість українських літаків зменшувалась (26 літаків в серпні 1919 року; 3 літаки в листопаді 1920 року).
При перших бойових діях з більшовиками, була змінена символіка російських літаків. Поверх російських кокард наносили українські у вигляді жовтого і синього кіл або стилізованих чорних тризубів на крилах, хоча часів Гетьманату означення бойової техніки здебільшого лишалося російським. У Збройних Силах Західноукраїнської Народної Республіки і Української Народної Республіки часів Директорії вже чітко виявлялося намагання стандартизувати військове означення, хоч почасти й далі зберігалися між ними деякі відмінності.
В Українській Галицькій Армії за основу бралися барви національного прапора, проте розміщення кольорів на кокардах, які наносили на колишні російські, австро-угорські й німецькі літаки, було прямо протилежним. Якщо в першому випадку це пояснюється тим, що жовтий колір залишається яскравим, коли лягає на білу основу, то у другому — на темнішому тлі камуфляжу чи підоснови вони краще читалися. У Наддніпрянській Армії УНР більше використовувався герб Тризуб. Він міг бути звичайним або стилізованим.

### Автомобільні та бронеавтомобільні війська
Вантажні та легкові автомобілі й броньовики широко використовувалися українською армією в боротьбі проти більшовиків, денікінців та поляків. Одні призначалися для технічної підтримки військ, інші — для бойової. Машини фарбували в стандартні захисні кольори і в абсолютній більшості не позначали якимись розпізнавальними знаками. Лише шість автопанцерників корпусу «січових стрільців» мали власні назви: «Черник», «Петлюра», «Дмитро» (два), «Бориславець» (два).
| Підрозділ       | Дислокація   | Кількість бронеавтомобілів | Примітки                                 |
| --------------- | ------------ | -------------------------- | ---------------------------------------- |
| 1 бронедивізіон | Житомир      | 2                          | всі несправні                            |
| 2 бронедивізіон | Вінниця      | 3                          | всі несправні                            |
| 3 бронедивізіон | Одеса        | 3                          | всі несправні                            |
| 4 бронедивізіон | Київ         | 6                          | 2 бронеавтомобіля справні. 4 — несправні |
| 5 бронедивізіон | Чернігів     | 6                          | Стан бронеавтомобілів невідомий          |
| 6 бронедивізіон | Полтава      | 2                          | всі несправні                            |
| 7 бронедивізіон | Харків       | 6                          | всі несправні                            |
| 8 бронедивізіон | Катеринослав | 3                          | всі несправні                            |

Січові стрільці біля панцерника «Федір Черник», осінь 1918 року
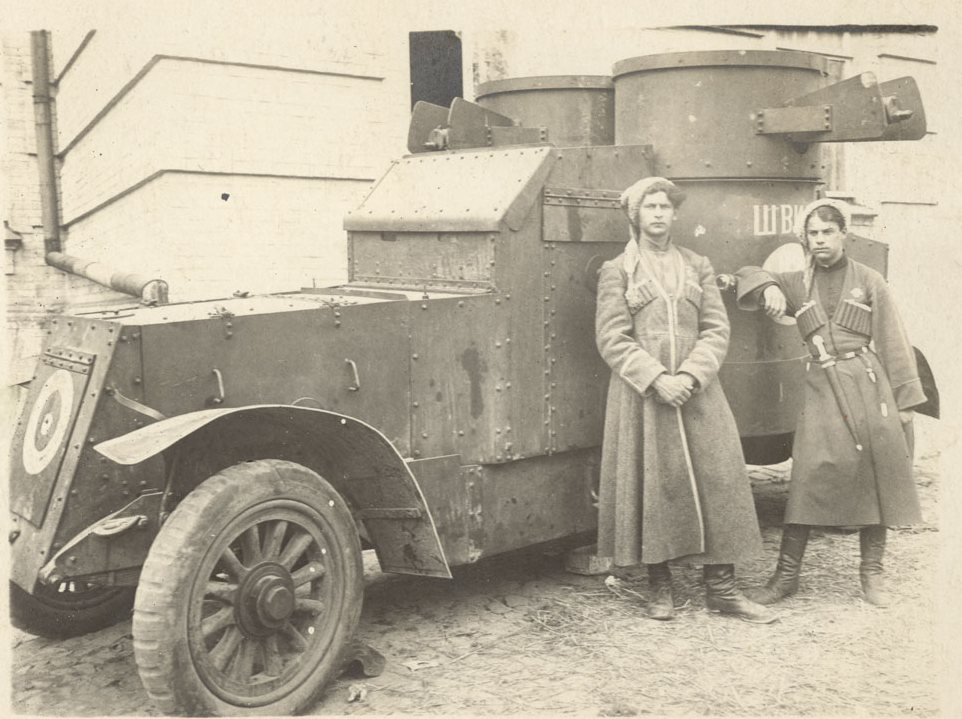
Гайдамаки біля панцерника «Швидкий», 1918 рік
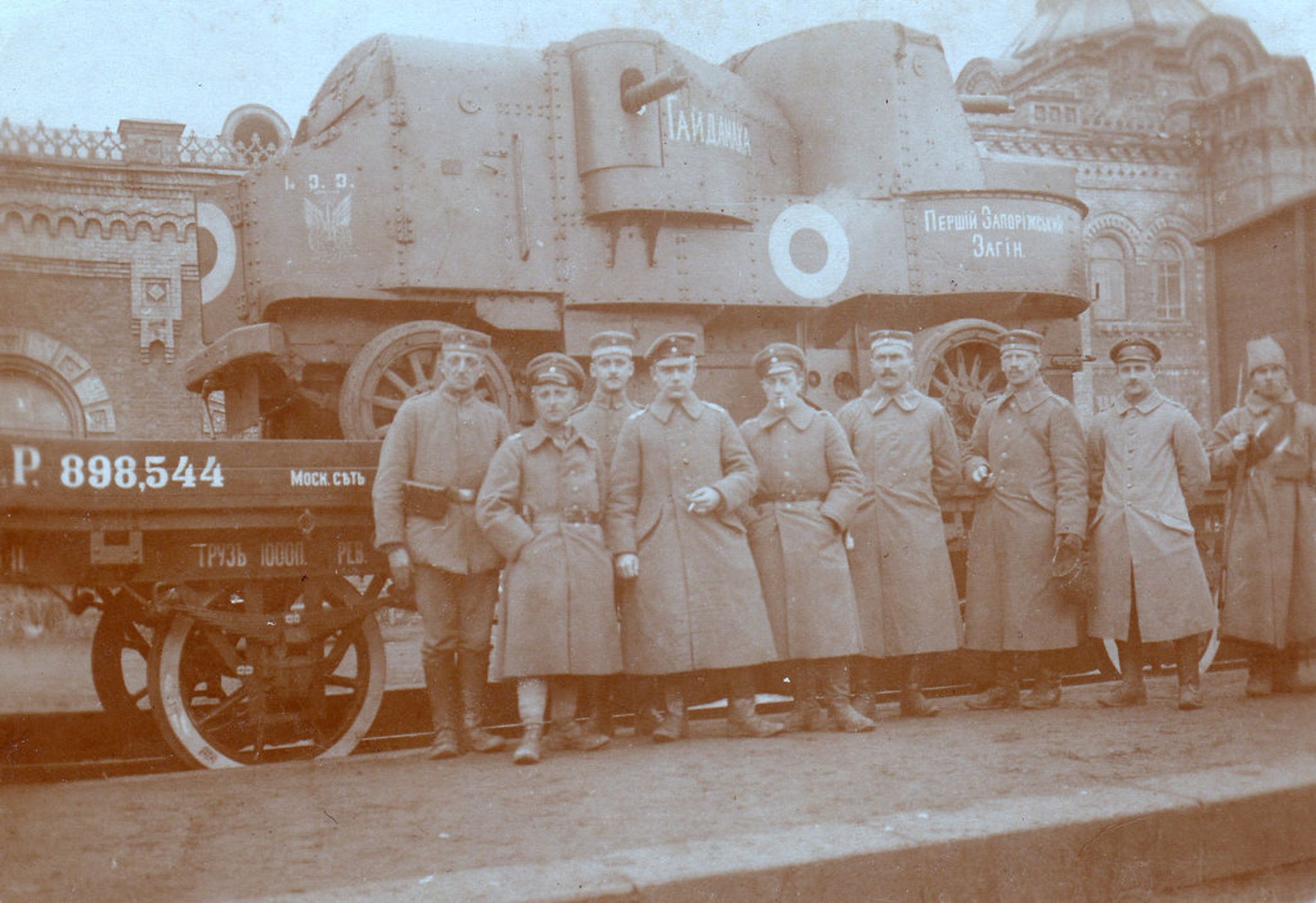
панцерник Гайдамака

### Артилерія

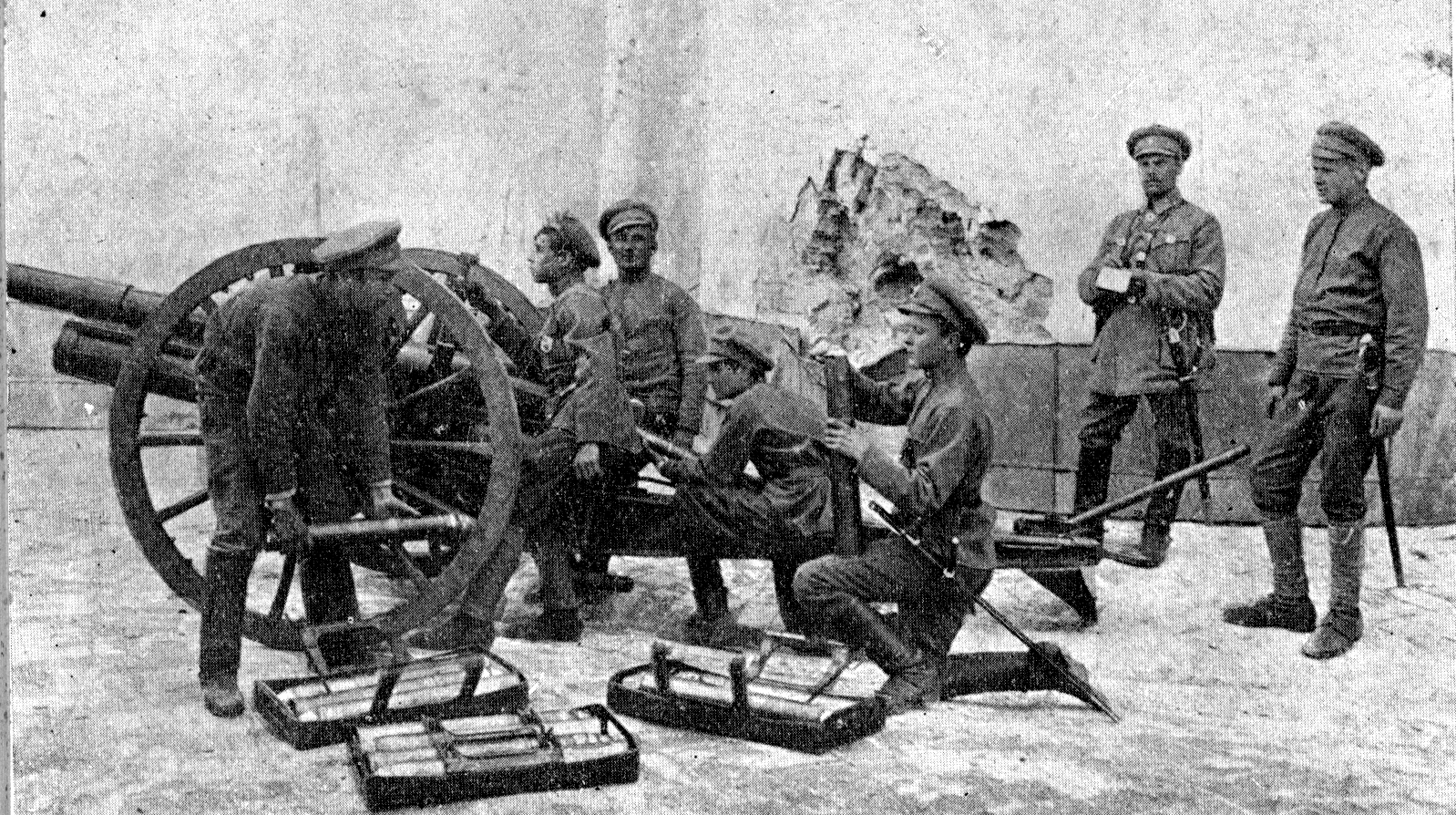
гармаші Січових стрільців (київських) Армії УНР

Артилерія являла собою найкращу бойову формацію української армії (особливо УГА). Чисельно артилерійський парк УНР та гетьманату перевищував 1500 гармат різного типу. Основною гарматою була 76-мм дивізійна гармата зразка 1902 року. Добрий вишкіл і досвід особового складу разом з досконалими зразками тогочасної зброї сприяли проведенню вдалих військових операцій. На озброєнні в галичан були гармати колишньої австрійської, у військах УНР — російської армій. Пізніше, коли УГА перейшла за Збруч, усі гармати австрійського зразка замінили на російські. Такою українська артилерія проіснувала до останнього свого бою. Те саме було і зі стрілецькою зброєю. Одною з найкращих артилерійських частин в армії УНР, під командуванням генерала-хорунжого Олекси Алмазіва, була Окрема гірська батарея Гайдамацького коша Слобідської України.
Відомі артилерійські командири:
- Роман Дашкевич — генерал-хорунжий Армії УНР.
- Олекса Алмазів — генерал-хорунжий Армії УНР.
- Михайло Русіян — полковник Армії УНР.
- Копестинський Іван Григорович — генерал-хорунжий Армії УНР.

Підрозділи артилерії:
- Окрема гірська батарея Гайдамацького коша Слобідської України.
- Артилерія Катеринославського Коша Дієвої армії УНР
- Холмська артилерійська бригада Дієвої армії УНР
- 3-тя Гарматна бригада, 3-ї Стрілецької дивізії УНР

### Бронепотяги
Як один із засобів забезпечення тактичної і стратегічної переваги над ворогом використовували тоді панцерні потяги. Спершу це були імпровізовані твердині — звичайні потяги, підсилені конструкціями з дерев'яних брусів, мішків з піском тощо, озброєні польовими гарматами й скорострілами. Згодом з'явилися справжні фортеці з опанцерованими вагонами та паротягами, такі як «Вільна Україна», «Хортиця», «Кармелюк», «Січовий Стрілець», «Запорожець».

## Присяга

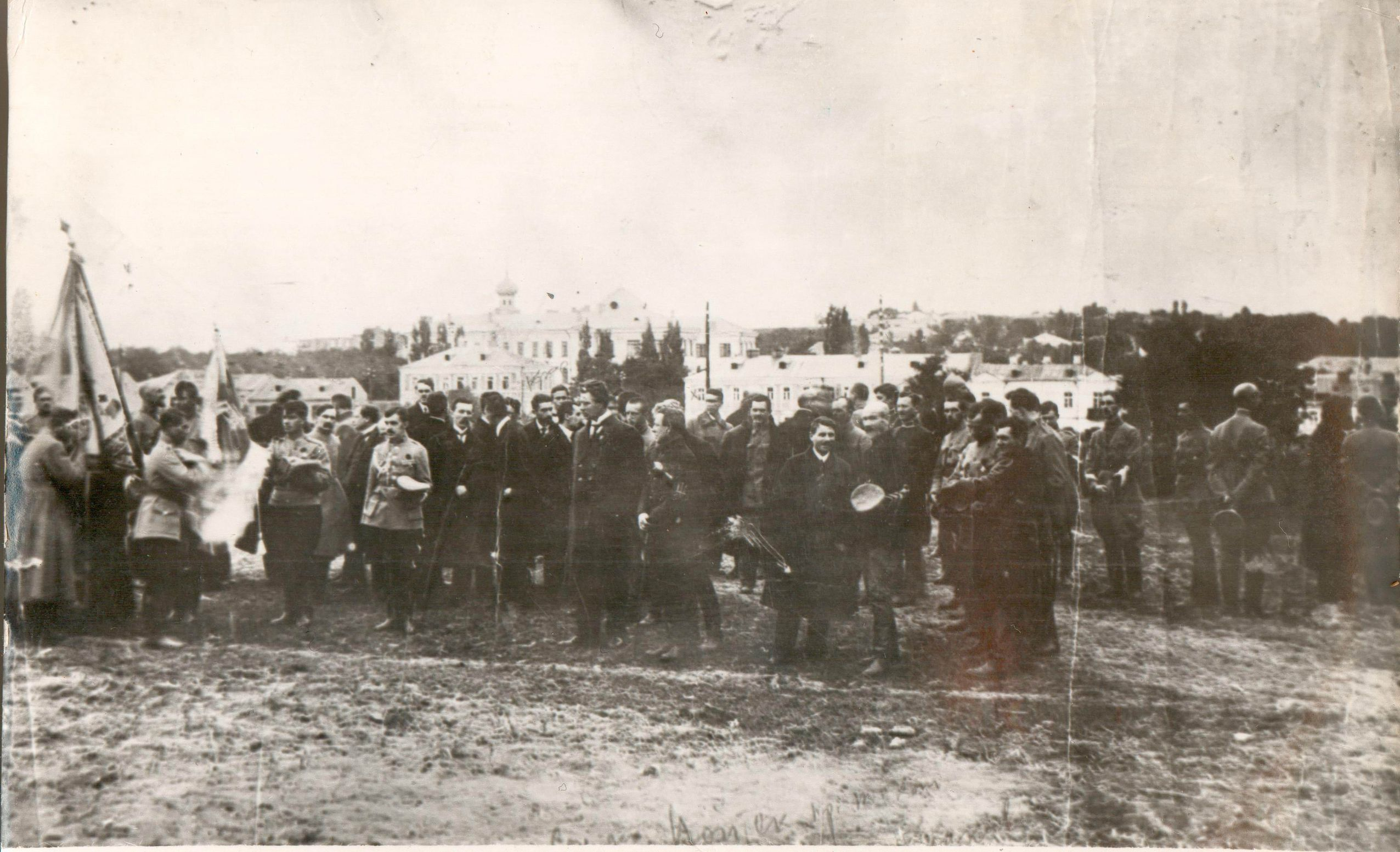
Складання присяги козаками Армії УНР в місті Кам'янець-Подільський, 1919 рік

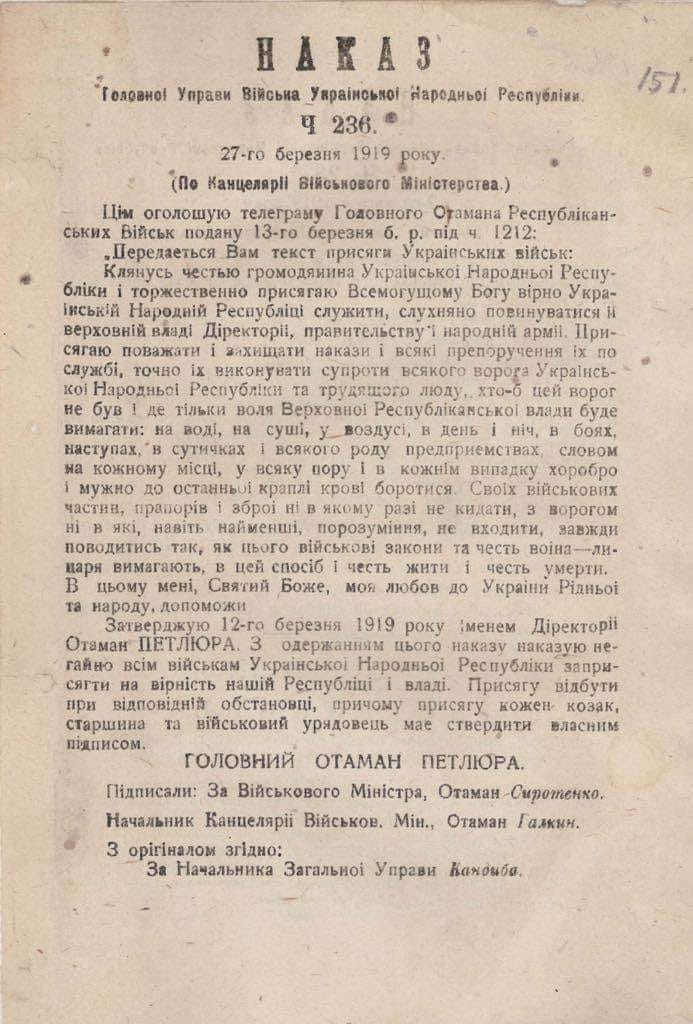
Присяга

Текст присяги було затверджено 12 березня 1919 року:

| Клянусь честью громадянина Української Народньої Республіки і торжественно присягаю Всемогущому Богу вірно Українській Народній Республіці служити, слухняно повинуватися її верховній владі Діректорії, правительству і народній армії. Присягаю поважати і захищати накази і всякі препоручення їх по службі, точно їх виконувати супроти всякого ворога Української Народньої Республіки та трудящого люду, хто-б цей ворог не був і де тільки воля Верховної Республіканської влади буде вимагать: на воді, на суші, у воздусі, в день і ніч, в боях, наступах, в сутичках і всякого роду предприємствах, словом на кожному місці, у всяку пору і в кожнім випадку хоробро і мужньо до останньої краплі крові боротися. Своїх військових частин, прапорів і зброї ні в якому разі не кидати, з ворогом ні в які, навіть найменші, порозуміння, не входити, завжди поводитись так, як цього військові закони та честь воїна — лицаря вимагають, в цей спосіб і честь жити і честь умерти. В цьому мені, Святий Боже, моя любов до України Рідньої та народу, допоможи. |
| |

## Вшанування пам'яті
На честь збройного формування у 2015 році у Броварах назвали вулицю Армії УНР. Також у місті Фастів є вулиця Героїв Армії УНР.
У місті Коростень є вулиця Вояків УНР.

## Виноски
1. ↑  За часів Радянського Союзу комуністичною пропагандою в масовій свідомості закорінювалось, що поняття «петлюрівці», як і «петлюрівщина» та власне «Петлюра», є ворожим, шовіністичним, буржуазним та антибільшовицьким явищем.

## Відео
- Парад Вільних Козаків, 30.12.1917 [Архівовано 15 лютого 2015 у Wayback Machine.]
- Лубенський сердюцький кінно-козачий полк, 1918 р. [Архівовано 23 вересня 2014 у Wayback Machine.]
- Українська армія, 1918 [Архівовано 17 червня 2014 у Wayback Machine.]